# 无韵诗
无韵诗（英語：blank verse，又译白体诗、素体诗）是一种符合抑扬五步诗(Iambic pentameter)的格律要求，但是并不押韵的诗歌。无韵诗从16世纪起盛行于英国，常见于戏剧和叙事诗，如《失乐园》。保罗·福塞尔曾估计“约有7成半的英国诗歌都属于无韵诗”("about three-quarters of all English poetry is in blank verse")。

## 基本特征
英语很重视某个发音是否需要重读的问题，所以与拉丁语及古希腊语利用音的长短表达格律不同，英语多用音的重读情况来表达格律。抑扬五步诗就是一个例子，它的每一行内容大致由十个音节组成，且这十个音节是按非重读音节和重读音节交替排列的次序出现的。如果用"da"表示一个非重读音节，用"DUM"表示一个重读音节，那么抑扬五步诗的任一一行基本可概括为如下节奏：
```
da DUM da DUM da DUM da DUM da DUM

```

抑扬五步诗没有严格限定每行必须是不多不少的十个音节，句子能读出五次一升一降的感觉就可以了。
无韵诗在抑扬五步诗的格式基础上，增加了句尾不押韵的特点。要使得2个英文句子押韵，除音节数目相近以外，至少还需要保证最后一个重读的元音是一样。而最理想的押韵效果是，2个句子不仅句尾的最后一个重读的元音要相同，而且从句尾最后一个重读音节开始，之后所有的元音都要相同。
与抑扬五步诗一样，无韵诗也没有对于诗歌句子总数（也就是诗歌总长度）的限制。